# آب‌انبار بلور
آب‌انبار بلور مربوط به دوره قاجار است و در تفرش، محله زاغرم،کوچه ضیائیه،کوچه بلور واقع شده و این اثر در تاریخ ۲۳ مرداد ۱۳۷۸ با شمارهٔ ثبت ۲۳۶۶ به‌عنوان یکی از آثار ملی ایران به ثبت رسیده است.
در حال حاضر این بنا تبدیل به رستوران سنتی بلور شده است.

## مشخصات بنا
آب‌انبار بلور تفرش نیز که سال ۱۳۷۸ در فهرست آثار ملی ایران به ثبت رسیده به عنوان یادگار به جا مانده از دوران قاجاریه و مرحوم ضیاءلشکر تفرشی است که به همت میرزا حسین وزیر ملقب به بلور از افراد خیر تفرش در محله زاغرم شهرستان تفرش احداث شده است؛ که از جمله سازه‌های آبی تفرش است.
این بنا به بازارچه و موزه صنایع دستی شهرستان تفرش تبدیل شده است.
این بنا به سبب اهمیت در نزدیکی بناهای عالم‌المنفعه‌ای چون مسجد ششناو، گرمابه فم و تکیه زاغرم و همچنین امامزاده محمد فم قرار دارد.
سر در و راه پله پاشیر (پاشویه) آب‌انبار مذکور در ضلع شمال شرقی بنا تعبیه شده و در حد وسط هر یک از اضلاع غرب و شرق نیز یک بادگیر بنا گردیده است به جهت جلوگیری از ورود حیوانات و افراد متفرقه به محوطه آب‌انبار در سه سمت بام بنای فوق دیوارهای خشتی و گلی بنا کرده‌اند، دوازده ستون، ۱۸ جرز و بیست گنبد و همچنین دو کانال ویژه تهویه هوا، اسکلت و فضای اصلی مخزن آب‌انبار را تشکیل می‌دهند.
تمام جرزها و ستون‌ها با تیرهای چوبی به یکدیگر کلاف کشی شده‌اند، یک ردیف پله در داخل مخزن و در گوشه شمال غربی آن قرار دارد که به بام منتهی می‌شود، از این راه‌پله برای تشخیص میزان آب و نیز در مواقع ضروری برای لایروبی و انتقال رسوبات به بیرون استفاده می‌کرده‌اند.
عمده مصالح به کار رفته در این بنا شامل خاک، خشت، گچ، آهک، چوب، آجر و سنگ و به ویژه ملات ساروج است.
تزئینات این آب‌انبار نیز عبارت از تزئینات آجری و نیز رسم بندی بر سر در ورودی پاشیر و همچنین در بخش فوقانی دو بادگیر بنا می‌باشد.
بنای عام‌المنفعه فوق برای تأمین آب اهالی محل به ویژه در تابستان بوده است.